# Renault 4CV

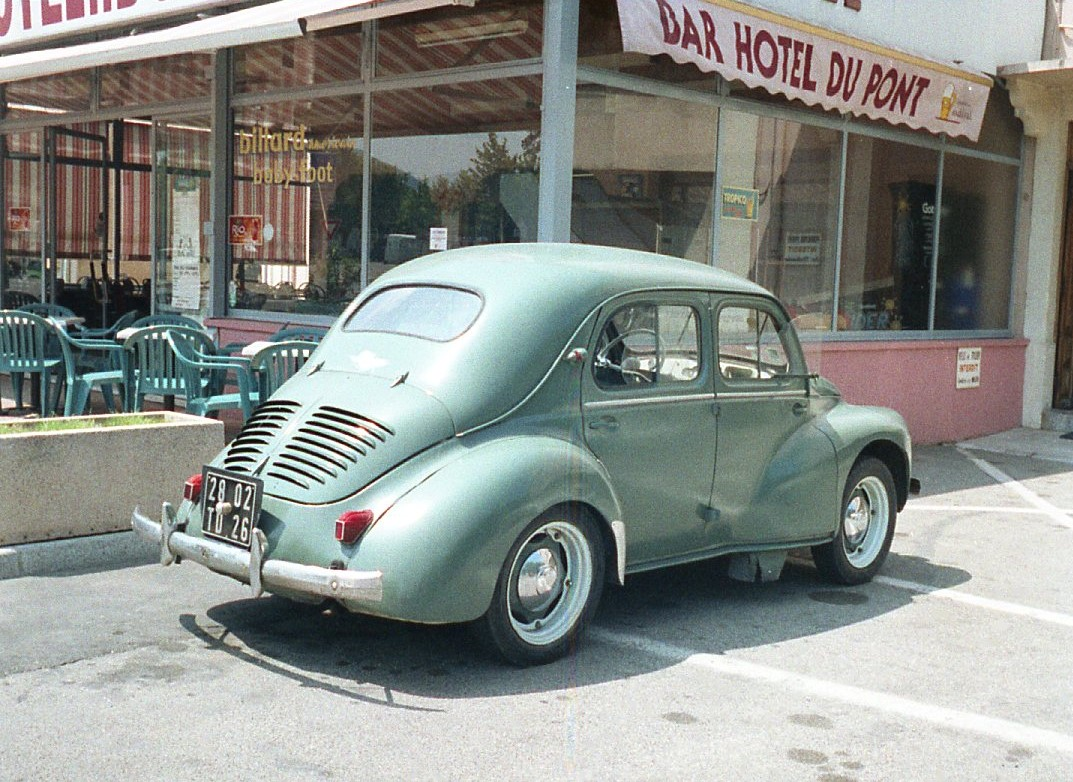
Renault 4CV in Crest (F) juli 1995

De Renault 4CV was een kleine personenauto, geproduceerd tussen 1947 en 1961 door de Franse autoconstructeur Renault.

## Geschiedenis
De 4CV, de eerste wagen van de genationaliseerde Régie Nationale des Usines Renault, was de populairste Franse wagen van net na de oorlog. De auto werd het symbool van de Franse industriële heropleving en van een nieuwe levenskunst. Het concept was bedacht terwijl het rijk van Louis Renault onder de voogdij van de bezetter viel en de studie van en het onderzoek naar nieuwe wagens ten strengste verboden was. Niettemin wisselden Fernand Picard en Edmond Serre, twee ingenieurs bij Renault, vanaf 1940 hun ideeën uit over hoe de wagen er na de oorlog uit moest komen te zien: deze zou klein en zuinig zijn en naar het voorbeeld van de Volkswagen Kever kwam de motor achterin. 
Bij de bevrijding op 4 oktober 1944 waren de Renault-fabrieken in bezit genomen door de voorlopige Franse regering, en twee dagen later werd Pierre Lefaucheux aangesteld als beheerder. Hij werd de directeur van de Régie Nationale des Usines Renault, wat op 16 januari 1945 officieel werd door een beschikking van generaal De Gaulle. Het project 4CV kreeg nieuw elan en de stylist Berthaud tekende een carrosserie met vier deuren. De auto werd eind 1946 aan het publiek gepresenteerd.

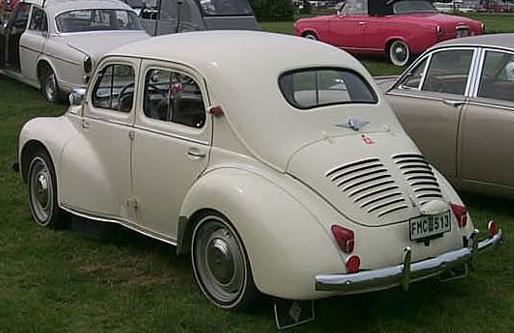
Renault 4CV

In productie:
5 E-Tech · 
Arkana · 
Austral · 
Captur · 
Clio · 
Espace · 
Kadjar · 
Kangoo · 
Koleos · 
Master · 
Mégane · 
Mégane E-Tech · 
Rafale · 
Scenic E-Tech · 
Symbioz · 
Symbol · 
Trafic · 
Twingo · 
Twingo Electric · 
Zoe

Uit productie:
3 · 
4 · 
5 · 
6 · 
7 · 
8 · 
9 · 
10 · 
11 · 
12 · 
14 · 
15 · 
16 · 
17 · 
18 · 
19 · 
20 · 
21 · 
25 · 
30 · 
2CV · 
4CV · 
Avantime · 
Caravelle · 
Dauphine · 
Domaine · 
Estafette ·
Express · 
Floride · 
Fluence ·
Frégate · 
Fuego · 
Juvaquatre ·
Laguna · 
Latitude · 
Modus · 
Nervastella · 
Novaquatre · 
Ondine · 
Prairie · 
Primaquatre · 
Rodeo · 
Safrane · 
Savanne · 
Scénic · 
Spider · 
Talisman · 
Thalia · 
Twizy · 
Vel Satis · 
Vivasport · 
Vivastella · 
Wind